# 義大利軟口魚
義大利軟口魚（學名：Chondrostoma soetta）為輻鰭魚綱鯉形目雅羅魚科軟口魚屬的其中一種，被IUCN列為瀕危保育類動物，分布於歐洲斯洛維尼亞索查河至義大利波河流域，體長可達45公分，棲息在礫石底質的河川或湖泊底中層水域，以藻類及無脊椎動物為食，繁殖期在每年4至5月，由於外來物種入侵而受威脅，可做為食用魚。

## 扩展阅读
維基物種上的相關：義大利軟口魚